# 李昶 (元)
李 昶（り ちょう、1203年 - 1289年）は、金朝およびモンゴル帝国（大元ウルス）に仕えた漢人官僚の一人。字は士都。東平府須城県の出身。東平府学で教鞭を執った。『宋元学案』では「泰山学案」の末尾に泰山続伝として列せられた人物の一人で、孫復の興した泰山学派の終焉をもたらしたとされる。

## 概要
李昶の父は李世弼である。李世弼は金朝の貞祐年間に三度にわたって科挙を受け落第した人物で、李昶が成長すると1218年（興定2年）に父子ともに科挙を受け、李昶は第二甲第二人、李世弼は第三甲第三人という結果を得たとの逸話がある。しかしこのころ既にモンゴル軍の侵攻によって金朝は衰退しており、李世弼は遂に金朝に仕えることなく、東平地方を支配する厳実の下で東平教授の地位を得るにとどまった。一方、李昶は徴事郎・孟州温県丞の地位を授けられ、1224年（正大元年）には儒林郎、1226年（正大3年）には漕運提挙を歴任した。
しかし、モンゴル軍による第二次金朝侵攻が始まると親とともに郷里に帰り、東平地方を支配する漢人世侯の厳実に仕えて行軍万戸府知事の地位を授けられた。厳実の没後は息子の厳忠済に仕えたが、厳忠済が政治に怠惰となっていくのを諌めるも受け入れられず、職を辞して李謙・馬紹・呉衍らに教示する日々を送った。
1259年（己未）、南宋領に侵攻したクビライが濮州を通った時、李昶の名声を聞いてこれを召し出し、治国用兵の要について尋ねた。李昶は賢人を用いるべきこと、法を立てること、みだりに人を殺さないことなどを述べ、クビライも李昶の言を受け入れたという。1260年（中統元年）、第4代皇帝モンケが急死したことによりクビライが帝位に就くと、李昶はクビライの本拠地である開平府（後の上部）に召し出されて以後国政に参画するようになった。この年、行省による税徴収が苛酷なものとなっていたため、丞相の王文統にこれを和らげるよう働きかけたという。
1261年（中統2年）春、帝位をめぐる内戦は終結に向かいつつあったが、李昶は表賀の中で危難が去った後も内戦中のように政治に取り組むよう諌めたという。その後、東平地方を支配する厳忠済が失脚する事件が起きると、その後継者となった厳忠範に請われて東平に赴き、翰林侍講学士・行東平路総管軍民同議官の地位を授けられた。
1264年（至元元年）、還転法が施行されると漢人世侯の制度も廃止され、路・府・州・県の官員が削減されたことにより季も職を失い家に戻った。1268年（至元5年）、吏部礼部尚書に任命されることで改めて国政に参画するようになり、宰相も李昶を上座に招いてその説を聞いたという。1269年（至元6年）、アフマドの働きかけにより尚書省が新設されることとなったため、李昶は老齢を理由に職を辞した。1270年（至元7年）には南京路総管兼府尹の地位を授けられることになったが、李昶は任地に赴かなかった。1271年（至元8年）には山東東西道提刑按察使とされ、苛細とならぬよう職務に努めたとされるが、やはりまもなく職を辞した。1285年（至元22年）、李昶は83歳となったが再度仕官するよう働きかけがあり、これを断ったものの田千畝を下賜された。その後、1289年（至元26年）に87歳にして亡くなっている。
『春秋左氏遺意』20巻・『孟子権衡遺説』5巻といった著作があったが、現存していない。